# Мэннион, Уилф
Уи́лфред Джеймс Мэ́ннион (англ. Wilfred James Mannion; 16 мая 1918 — 14 апреля 2000) — английский футболист, наиболее известный по своим выступлениям за «Мидлсбро», а также за национальную сборную Англии. В Англии он был известен по прозвищу «Золотой мальчик» (Golden Boy).

## Ранние годы
Мэннион родился 16 мая 1918 года в Саут Бэнк, Мидлсбро, в семье ирландских иммигрантов Томми и Мэри Мэннионов. У Уилфа было четыре брата и пять сестёр. В детстве Уилф играл в футбол на глинистом пустыре в Саут Бэнк. Он позднее вспоминал: «Мы играли все время: утром, днём и ночью. Если видели полицейского, могли остановиться, но ненадолго. Мы играли чем угодно: банками, тряпичными мячами, мы даже взяли у мясника свиной мочевой пузырь, и считалось, что если ты можешь контролировать его, ты настоящий гений. И мы играли везде, но чаще всего на глине, потому что там можно было играть в любое время года. Площадка была неровной, но нас это не беспокоило».

## Клубная карьера

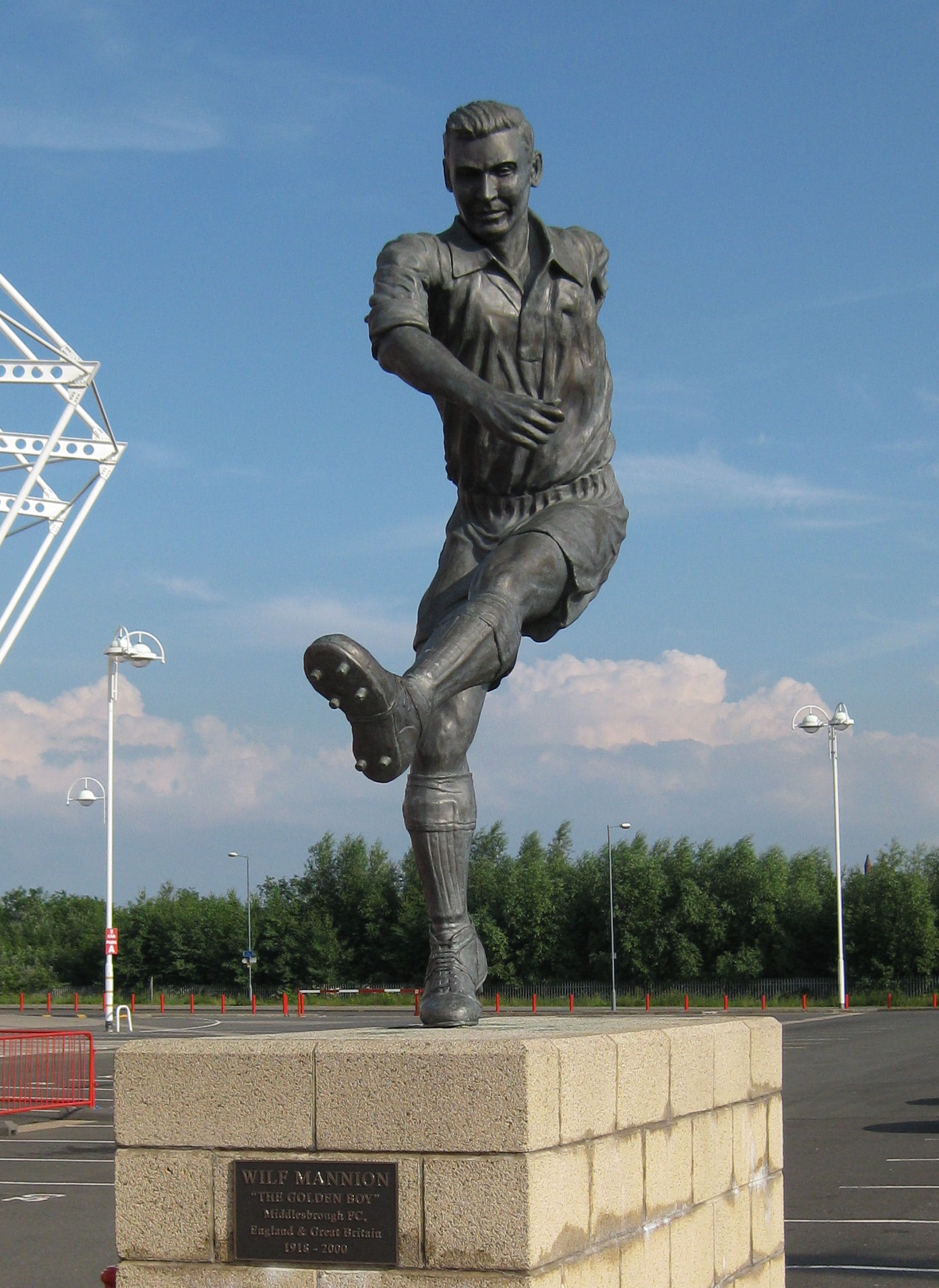
Памятник Мэнниону у стадиона «Риверсайд»

17 сентября 1936 года Уилф перешёл в клуб «Мидлсбро». Он получал 3 фунта и 10 шиллингов в неделю, а за участие в победном матче ему платили ещё 2 фунта. Поначалу он играл за резервистов, но 2 января 1937 года сыграл свой первый матч за основную команду в матче против «Портсмута», заменив травмированного Мики Фентона. Матч завершился со счётом 2:2.
В сезоне 1937/38 Мэннион стал регулярно играть за основной состав. Он составил мощную атакующую связку с крайним нападающим Джеки Милном, купленным из «Арсенала». Из-за своего небольшого роста и скромных габаритов, Мэнниону тяжело было противостоять физически крепким защитникам, однако в этом деле ему помогал одноклубник Бенни Йорстон, служивший Уилфу «щитом», а также дававший ему советы, как «учитель ученику». Партнёр Мэнниона по сборной Англии Том Финни, утверждал: «Небольшой по габаритам, но удивительно сильный, Уилф был футбольным аристом и великим шоуменом». Джимми Сид, главный тренер «Чарльтон Атлетик», заметил: «Мэннион чудесен. Я никогда не видел, чтобы мальчик отбирал мяч у опытных игроков с таким талантом, как он». В матче с «Ливерпулем» Мэннион сыграл против Мэтта Басби, который признался, что Уилф «заставил его бегать», и назвал его «чудо-мальчиком».
10 декабря 1938 года в матче против «Блэкпула» Мэннион забил четыре гола и сделал несколько голевых передач, а его команда разгромила соперника со счётом 9:2. В этом сезоне игроки «Мидлсбро» забили 93 гола, а клуб занял 4-е место в Первом дивизионе. В конце сезона главный тренер «Боро» Уилф Гиллоу сказал Мэнниону: «Тебя вызвали в сборную Англии. Они едут в Южную Африку в трёхнедельный тур. Ты не едешь. Я уже написал в Футбольную ассоциацию, что тебе нужно полностью отдохнуть от мяча».
Затем футбольная карьера Мэнниона прервалась из-за начала Второй мировой войны. В январе 1940 года его призвали в Британскую армию. Он был отправлен во Францию, где участвовал в боях по отражению наступления немцев на Францию. Местная газета сообщила, что он был убит в бою, однако на самом деле он попал в число солдат, эвакуированных в ходе Дюнкеркской операции.
Вернувшись на родину, Мэннион сыграл в неофициальном матче между сборными Англии и Шотландии в январе 1942 года. После этого он был послан в Южную Африку. В июле 1943 года он участвовал в Сицилийской операции. Он также участвовал в битве при Анцио. Потери в его батальоне были так велики, что он был расформирован и реорганизован. Сам Мэннион был послан в Каир на реабилитацию, где заболел малярией.
К началу сезона 1946/47 он полностью восстановил своё здоровье и продолжил играть в футбол. 28 сентября 1946 года он сыграл свой первый официальный матч за сборную Англии, в котором сделал хет-трик. В начале сезона 1948/49 он отказался продлевать контракт с «Мидлсбро», потребовав у клуба выставить его на трансфер. Дэвид Джек, главный тренер клуба, отверг его запрос на трансфере и заявил: «Даже если какой-нибудь клуб предложил бы нам 50 тысяч фунтов, мы не продадим Мэнниона. Почему мы должны позволять уйти лучшему футболисту в Британии?». В те времена клубы могли удерживать игроков помимо их воли, и руководство «Мидлсбро» дало понять Мэнниону, что если он не будет играть за клуб, он не будет играть вообще нигде. В результате Уилф уступил, подписав с клубом контракт.
Несмотря на талант Мэнниона, «Мидлсбро» был командой среднего уровня и не выиграл ни одного трофея за годы пребывания Уилфа в клубе. По окончании сезона 1953/54 «Боро» выбыл во Второй дивизион. 36-летний Мэннион отказался подписывать с клубом контракт и объявил о завершении карьеры. Всего он провёл за «Мидлсбро» 368 матчей, в которых забил 110 голов. После ухода из «Мидлсбро» он начал писать статьи для Sunday People, в которых, в частности, обличал коррупцию в футболе. Так, он писал, что некий клуб нелегально предлагал ему взятку в размере 3000 фунтов за уход из «Мидлсбро» и переход к ним. В декабре 1954 года он перешёл в клуб Второго дивизиона «Халл Сити» за 4500 фунтов. Он заявил по этому поводу: «Я рад снова вернуться в игру. Моя жажда играть была так велика, что в тот момент, когда ко мне обратились представители  „Халла“, я был в правильном настроении». Футбольная лига Англии сделала официальный запрос к Мэнниону, в котором потребовала раскрыть название клуба, пытавшегося незаконно подкупить его ранее. Мэннион отказался предоставлять Футбольной лиге такую информацию, за что получил пожизненную дисквалификацию (уже много позднее он признался, что этим клубом была «Астон Вилла»). Он не мог больше играть Футбольной лиге, поэтому перешёл в клуб «Кембридж Юнайтед», который выступал в Лиге Восточных графств. В мае 1958 года он завершил карьеру игрока.

## Карьера в сборной
Из-за войны Уилф дебютировал за сборную в официальном матче лишь в возрасте 28 лет. Это был матч против сборной Ирландии 28 сентября 1946 года, в котором он сделал хет-трик. Всего он провёл за сборную 26 матчей и забил 11 голов.

### Список матчей за сборную Англии
| №  | Дата             | Стадион                           | Соперник          | Результат | Голы Мэнниона | Турнир                     |
| -- | ---------------- | --------------------------------- | ----------------- | --------- | ------------- | -------------------------- |
| 1  | 28 сентября 1946 | «Уиндзор Парк», Белфаст           | Ирландия (ИФА)    | 7:2       | 7′ 28′ 61′    | Домашний чемпионат 1946/47 |
| 2  | 30 сентября 1946 | «Далимаунт Парк», Дублин          | Ирландия (ФАИ)    | 1:0       |               | Товарищеский матч          |
| 3  | 13 ноября 1946   | «Мейн Роуд», Манчестер            | Уэльс             | 3:0       | 8′ 76′        | Домашний чемпионат 1946/47 |
| 4  | 27 ноября 1946   | «Лидс Роуд», Хаддерсфилд          | Нидерланды        | 8:2       | 34′           | Товарищеский матч          |
| 5  | 12 апреля 1947   | «Уэмбли», Лондон                  | Шотландия         | 1:1       |               | Домашний чемпионат 1946/47 |
| 6  | 3 мая 1947       | «Хайбери», Лондон                 | Франция           | 3:0       | 64′           | Товарищеский матч          |
| 7  | 18 мая 1947      | «Хардтурм», Цюрих                 | Швейцария         | 0:1       |               | Товарищеский матч          |
| 8  | 25 мая 1947      | «Национальный стадион», Лиссабон  | Португалия        | 10:0      |               | Товарищеский матч          |
| 9  | 21 сентября 1947 | «Эйзель», Брюссель                | Бельгия           | 5:2       |               | Товарищеский матч          |
| 10 | 18 октября 1947  | «Ниниан Парк», Кардифф            | Уэльс             | 3:0       |               | Домашний чемпионат 1947/48 |
| 11 | 5 ноября 1947    | «Гудисон Парк», Ливерпуль         | Ирландия          | 2:2       | 82′           | Домашний чемпионат 1947/48 |
| 12 | 19 ноября 1947   | «Хайбери», Лондон                 | Швеция            | 4:2       |               | Товарищеский матч          |
| 13 | 16 мая 1948      | «Комунале», Турин                 | Италия            | 4:0       |               | Товарищеский матч          |
| 14 | 18 мая 1949      | «Уллевол», Осло                   | Норвегия          | 4:1       |               | Товарищеский матч          |
| 15 | 22 мая 1949      | «Коломб», Париж                   | Франция           | 3:1       |               | Товарищеский матч          |
| 16 | 21 сентября 1949 | «Гудисон Парк», Ливерпуль         | Ирландия          | 0:2       |               | Товарищеский матч          |
| 17 | 15 апреля 1950   | «Хэмпден Парк», Глазго            | Шотландия         | 1:0       |               | Домашний чемпионат 1949/50 |
| 18 | 14 мая 1950      | «Национальный стадион», Лиссабон  | Португалия        | 5:3       |               | Товарищеский матч          |
| 19 | 18 мая 1950      | «Эйзель», Брюссель                | Бельгия           | 4:1       | 68′           | Товарищеский матч          |
| 20 | 25 июня 1950     | «Маракана», Рио-де-Жанейро        | Чили              | 2:0       | 51′           | Чемпионат мира 1950        |
| 21 | 29 июня 1950     | «Сете де Сетембро», Белу-Оризонти | США               | 0:1       |               | Чемпионат мира 1950        |
| 22 | 7 октября 1950   | «Уиндзор Парк», Белфаст           | Северная Ирландия | 4:1       |               | Домашний чемпионат 1950/51 |
| 23 | 15 ноября 1950   | «Рокер Парк», Сандерленд          | Уэльс             | 4:2       | 66′           | Домашний чемпионат 1950/51 |
| 24 | 22 ноября 1950   | «Хайбери», Лондон                 | Югославия         | 2:2       |               | Товарищеский матч          |
| 25 | 14 апреля 1951   | «Уэмбли», Лондон                  | Шотландия         | 2:3       |               | Домашний чемпионат 1950/51 |
| 26 | 3 октября 1951   | «Хайбери», Лондон                 | Франция           | 2:2       |               | Товарищеский матч          |

Итого: 26 матчей / 11 голов; 18 побед, 4 ничьи, 4 поражения

## После завершения карьеры
После завершения карьеры игрока Мэннион был главным тренером в клубе «Кингс Линн» на протяжении сезона 1958/59. Затем он был владельцем паба в Стивинидже, а также работал на автомобильном заводе в Лутоне. В конце 1960 года он стал тренером клуба «Эрлстаун», но в октябре 1962 года клуб обанкротился, а Мэннион был уволен.
В 1976 году Мэннион был принят на работу в качестве журналиста газеты Daily Mail. В статье, в которой он комментировал матч между «Мидлсбро» и «Бирмингем Сити», он написал: «Сейчас так мало природного таланта и так много искусственных роботов. Этот матч был похож на матч Третьего дивизиона в 1930-е годы. Почему они постоянно пасуют назад? Они, кажется, уже не могут пользоваться обеими ногами. Почему им нужно постоянно останавливаться, вместо того, чтобы двигаться с мячом? Зачем такие плотные скопления игроков? Они, кажется, боятся двигаться в свободные зоны и никто не двигается без мяча».
17 мая 1983 года состоялся матч в честь Уилфа Мэнниона и Джорджа Хардуика, в котором сборная Англии сыграла с «Мидлсбро».
Уилф Мэннион умер 14 апреля 2000 года в возрасте 81 года.
В 2004 году был включён в Зал славы английского футбола.